# Liane Balaban
Liane Balaban (Toronto, 24 giugno 1980) è un'attrice e modella canadese.

## Biografia
Si è laureata in giornalismo alla Ryerson University, per poi laurearsi pure in scienze politiche all'Università Concordia Inizia la sua carriera  nel 1995 in alcuni spot televisivi canadesi e successivamente allo show per ragazzi che aspirano allo spettacolo The Next Generation ma viene eliminata nel corso della quinta puntata. Lavora sia nel cinema che alla televisione.
Nel 2008 recita un piccolo ruolo in Certamente, forse, un film di Adam Brooks; sempre nello stesso anno recita insieme a Dustin Hoffman in Oggi è già domani.
Prenderà parte, dal 2012 al 2013, ad alcuni episodi dell'ottava stagione della serie The CW Supernatural nel ruolo di Amelia Richardson. A partire dal 2010 reciterà la parte, come personaggio ricorrente, di Natasha Petrovna nella serie Covert Affairs.
Reciterà insieme a Elijah Wood in Maniac.

## Filmografia

### Cinema
- New Waterford Girl, regia di Allan Moyle (1999)
- Saint Jude, regia di John L'Ecuyer (2000)
- World Traveler, regia di Bart Freundlich (2001)
- Happy Here and Now, regia di Michael Almereyda (2002)
- The Wisher, regia di Gavin Wilding (2002)
- Seven Times Lucky, regia di Gary Yates (2004)
- Eternal, regia di Federico Sanchez (2004)
- Certamente, forse (Definitely, Maybe), regia di Adam Brooks (2008)
- Oggi è già domani (Last Chance Harvey), regia di Joel Hokpins (2008)
- One Week, regia di Michael McGowan (2008)
- You Might as Well Live, regia di Simon Ennis (2009)
- The Trotsky, regia di Jacob Tierney (2009)
- Matrimonio tra amici (Not Since You), regia di Jeff Stephenson (2009)
- Coach, regia di Will Frears (2010)
- Rise of the Damned, regia di Michael Bafaro (2011)
- The Future Is Now, regia di Gary Burns (2011)
- Boys On Film: Bad Romance, regia di Joachim Back e Christopher Banks (2011)
- Maniac, regia di Franck Khalfoun (2012)
- The Grand Seduction, regia di Don McKellar (2013)
- Finding Joy, regia di Carlo De Rosa (2013)
- The People Garden, regia di Nadia Litz (2016)
- Amore e tradimento (Meditation Park), regia di Mina Shum (2017)
- Woman In Car, regia di Vanya Rose-Kuhrt (2019)

### Televisione
- The City - serie TV, episodio 2x17 (2000)
- After the Harvest - film TV, regia di Jeremy Podeswa (2001)
- Burnt Toast - film TV, regia di Larry Weinstein (2005)
- Above and Beyond - miniserie TV, episodi 1x01-1x02 (2006)
- St. Urbain's Horseman - miniserie TV, 1 episodio (2007)
- Numb3rs - serie TV, episodio 5x17 (2009)
- Un amore da prima pagina (Abroad) - film TV, regia Philip John (2010)
- NCIS: Los Angeles - serie TV, episodio 2x02 (2010)
- Covert Affairs - serie TV, 6 episodi (2010-2014)
- Alphas - serie TV, episodi 1x04-1x11-2x05 (2011-2012)
- Supernatural - serie TV, 7 episodi (2012-2013)
- Rouge Brésil - serie TV, episodi 1x02-1x03-1x04 (2013)
- Rookie Blue - serie TV, episodio 5x06 (2013)
- Motive - serie TV, episodio 1x04 (2013)
- Republic of Doyle - serie TV, episodi 6x05-6x06 (2014)
- Man Seeking Woman - serie TV, episodio 2x02 (2016)
- Tour de Pharmacy - film TV, regia di Jake Szymanski (2017)

### Cortometraggi
- Full - cortometraggio, regia di Brad Peyton (2001)
- The Annual Crafts & Arts Contest - cortometraggio, regia di Jonas Bell Pasht (2002)
- Burnt Toast: The Perfect Moment - cortometraggio, regia di Larry Weinstein (2004)
- A Christmas Haircut - cortometraggio, regia di Bill Robertson (2004)
- Leo Volume 2 - cortometraggio, regia di David Hyde (2005)
- Anniversary Present - cortometraggio, regia di Doug Karr (2005)
- Leo - cortometraggio, regia di David Hyde (2005)
- The Canadian Shield - cortometraggio, regia di Simon Ennis (2007)
- Beware of Dog - cortometraggio, regia di Daniel Perlmutter (2008)
- Heartless Disappearance Into Labrador Seas - cortometraggio, regia di Justin Simms (2008)
- A Valentine Haircut - cortometraggio, regia di Bill Robertson (2008)
- The New Tenants - cortometraggio, regia di Joachim Back (2009)
- Up in Cottage Country - cortometraggio, regia di Simon Ennis (2011)
- Bickford Park - cortometraggio, regia di Linsey Stewart e Dane Clark (2017)

### Doppiaggio
- Assassin's Creed: Brotherhood - videogioco (2010)

## Doppiatrici italiane
Nelle versioni in italiano dei suoi film, Liane Balaban è stata doppiata da:
- Selvaggia Quattrini in Un amore da prima pagina, Supernatural
- Antonella Baldini in NCIS: Los Angeles
- Maria Giulia Ciucci in Maniac
- Cristina Giachero in Certamente, forse
- Laura Lenghi in Oggi è già domani
- Domitilla D'Amico in Covert Affairs
- Barbara De Bortoli in Motive
- Perla Liberatori in Numb3rs